# صفنيا سويفت
صفنيا سويفت هو محامي وقاضي وسياسي أمريكي، ولد في 27 فبراير 1759 في Wareham, Massachusetts ‏ في الولايات المتحدة، وتوفي في 27 سبتمبر 1823 في وارن في الولايات المتحدة. نشط حزبياً في Pro-Administration Party (United States) ‏. وقد انتخب عضو مجلس النواب الأمريكي ‏.